# Al-Adżajlat
Al-Adżajlat (arab. العجيلات) – wieś w Syrii, w muhafazie As-Suwajda. W 2004 roku liczyła 790 mieszkańców.